# Raymond Hood

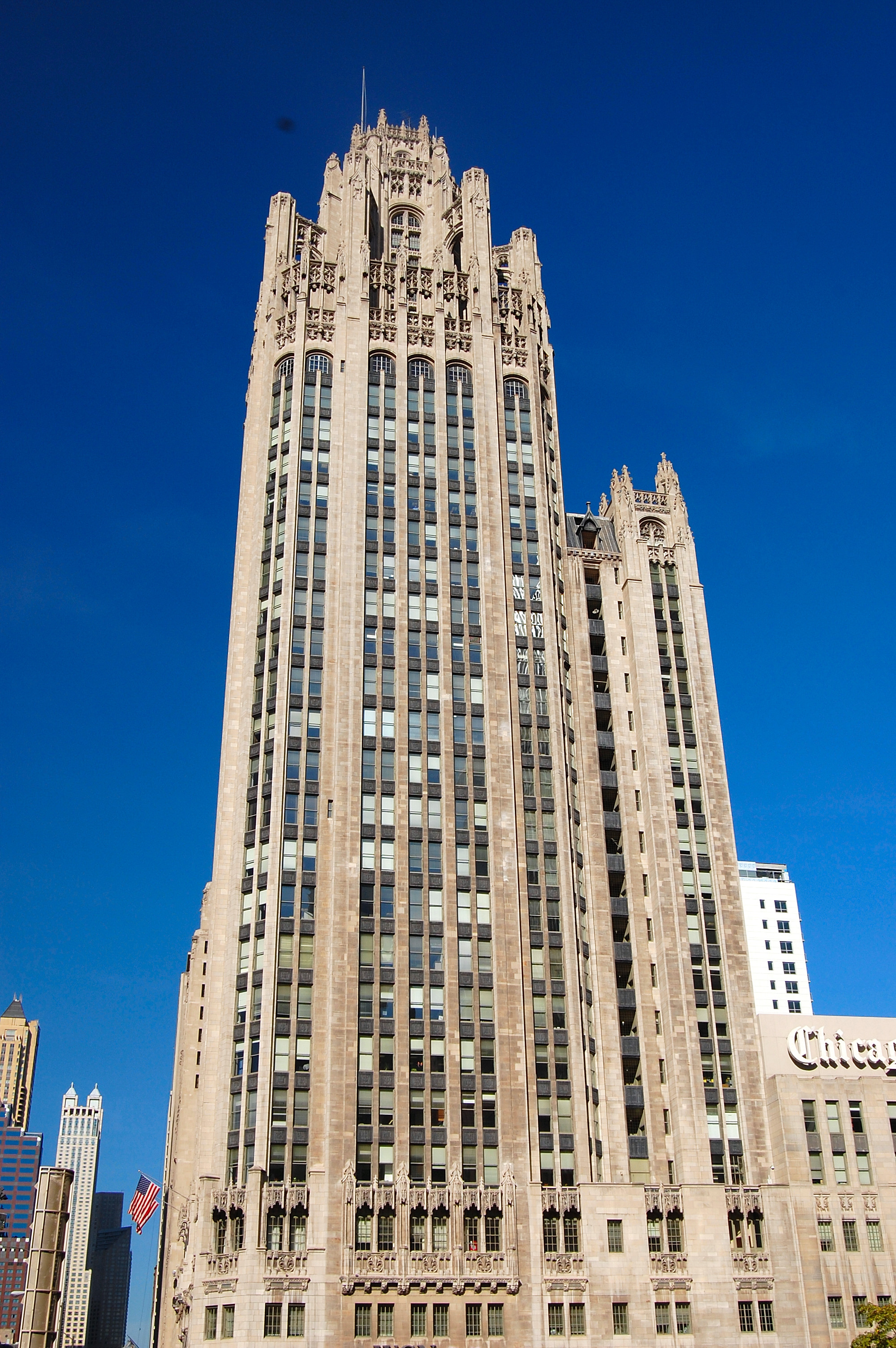
Budova Tribune Tower v Chicagu

Raymond Hood (29. března 1881, Pawtucket, Rhode Island – 14. srpna 1934) byl americký architekt, který navrhoval mrakodrapy převážně pro Chicago a New York.

## Život
Raymond Hood studoval v Massachusetts na Institute of Technology. Pracoval ve firmě v Bostonu a později odešel studovat do Paříže. Kvůli praxi v New Yorku často cestoval mezi Evropou a Amerikou.
V roce 1922 spolu s Johnem Howellsem vyhrál soutěž na návrh Tribune Tower. Jejich vítězný návrh předběhl dvě stě jiných včetně nápadů od velikánů jako byli Walter Gropius, Adolf Loos či Eliel Saarinen. Budova je jednou z mnoha budov v gotickém až neogotickém stylu, které Hood za svůj život navrhl. Tyto styly však později zanechal a svou tvorbu dokonale pročistil.
Jeho najzmámější práce je návrh Rockefeller Centre v New Yorku pro rodinu Rockefellerů. Původních čtrnáct budov centra ve stylu art deco se později zvětšilo na devatenáct. Další jsou však postaveny v mezinárodním stylu Time Life. Celé cetrum bylo popsáno jako symbol modernistické kapitalistické architektury.
Jeho návrhy jsou čistě logické a praktické a svou víru vkládal do architektury výškových budov. Je pohřben na Sleepy Hollow Cemetery.